# Jan Hendrik Oort
Jan Hendrik Oort, nizozemski astronom, * 28. april 1900, Franeker, Nizozemska, † 5. november 1992, Leiden, Nizozemska.

## Življenje in delo
Oort je študiral in leta 1921 doktoriral na Univerzi v Groningenu pod Kapteynovim mentorstvom z dizertacijo The stars of high velocity. Od leta 1945 do 1970 je bil univerzitetni profesor na Univerzi v Leidnu in predstojnik Observatorija v Leidnu. Raziskoval je zgradbo in dinamiko naše Galaksije. Leta 1925 je skupaj z Lindbladom dokazal neenako vrtenje naše Galaksije.
Leta 1952 je z van de Hulstom z radioastronomskimi meritvami lokaliziral spiralne rokave naše Galaksije. Med letoma 1935 in 1948 je bil glavni tajnik Mednarodne astronomske zveze (IAU), med letoma
1958 in 1961 pa njen predsednik.
Skoraj vzporedno s svojim delom je študiral tudi komete. Rezultat tega dela je danes vsesplošno sprejeta teorija o oblaku kometnih delcev oddaljenem 50.000 a.e., ki se imenuje po njem Oortov oblak.

## Priznanja

### Nagrade
Leta 1942 je prejel medaljo Bruceove, leta 1946 mu je Kraljeva astronomska družba (RAS) podelila zlato medaljo, leta 1951 je prejel lektorat Henryja Norrisa Russlla Ameriškega astronomskega društva (AAS), leta 1972 pa je prejel medaljo Karla Schwarzschilda Nemškega astronomskega društva (AG).

### Poimenovanja
Po njem se imenuje asteroid glavnega asteroidnega pasu 1691 Oort.